# Mesoligia nigrobrunnea
Mesoligia nigrobrunnea là một loài bướm đêm trong họ Noctuidae.